# Trauma Centrum
Trauma Centrum is een Nederlands televisieprogramma en is de opvolger van het eveneens door I Care Producties geproduceerde programma Medisch Centrum op SBS6. Het programma wordt uitgezonden sinds 27 augustus 2007. In dit televisieprogramma worden artsen en (ambulance)verpleegkundigen tijdens hun dagelijkse werk gevolgd.

## Trivia
- Vanaf 3 december 2007 wordt Trauma Centrum ook uitgezonden op VijfTV in Vlaanderen.[1]
- De opnames van dit programma zijn in de ziekenhuizen: Diakonessenziekenhuis in Utrecht en Zeist, de Isala Klinieken in Zwolle, het Medisch Spectrum Twente in Enschede en Het OLVG in Amsterdam alsmede bij de ambulancediensten Ravu in Utrecht en VZA in Amsterdam.

Het seizoen 2016 is opgenomen in het Groene Hart Ziekenhuis in Gouda. In 2017 waren de opnames van het programma in het Bravis Ziekenhuis in Roosendaal en Bergen op Zoom.